# Robert Conroy
Joseph Robert Conroy (Nueva Jersey, 24 de agosto de 1938-Michigan, 30 de diciembre de 2014) fue un escritor estadounidense especializado en novelas ucrónicas.

## Biografía
Después de obtener un MBA, Conroy fue profesor en Macomb Community College y enseñó historia económica y de negocios. Después de su jubilación anticipada, Conroy se interesó por primera vez en la historia alternativa después de estudiar los planes imperiales alemanes para la invasión de los Estados Unidos descubiertos recientemente por Kaiser Guillermo II, que formó la base de su primera novela 1901. Durante su semijubilación, se centró en diferentes versiones de novelas de historia alternativa.
Falleció el 30 de diciembre de 2014, víctima de un cáncer. Dejó mujer, con la que estuvo casado durante 40 años, y una hija.